# 1988년
1988년은 금요일로 시작하는 윤년이다.

## 사건
- 1월 1일 - 소비에트 연방, 미하일 고르바초프 소련 공산당 서기장의 주도 아래, 페레스트로이카에 착수 개시.
- 2월 25일 - 노태우가 대한민국의 제13대 대통령으로 취임하다.
- 4월 26일 - 대한민국에서 대한민국 제13대 국회의원 선거가 실시되었다.
- 6월 30일 - 로마 가톨릭교회의 대주교 마르셀 르페브르와 안토니오 드 카스트로 마이어 주교가 스위스 에콘에서 교황의 승인 없이 네 명의 주교를 서임하다.
- 7월 2일 - 대한민국 국회, 정기승 대법원장 임명 동의안이 부결되다.
- 7월 3일 - 이란항공 655편 격추 사건
- 7월 7일 - 7·7 선언 발표.
- 8월 4일 - MBC 뉴스데스크 생방송 도중 도청장치 방송사고가 발생되었다.
- 8월 8일 - 미얀마에서 8888 항쟁 발생.
- 8월 20일 - 이란-이라크 전쟁, 정전협정 발효.
- 8월 23일 - 미국, 포괄무역법안(슈퍼301조 포함) 서명.
- 9월 3일 - 대한민국 정부, 북한 및 공산권 자료 일반 공개방침 발표.
- 9월 8일 - 소비에트 연방, 1988 제24회 서울 올림픽 전후 23일간 KAL기의 자국영공 통과 허용키로 결정.
- 9월 17일 - 1988 제24회 서울 올림픽이 개막하였다.
- 9월 18일 - 미얀마에서 사웅 마웅 장군이 이끄는 군사 쿠데타 발생.
- 9월 24일 - 통일민주당 창당 방해 사건 김용남(일명 용팔이) 검거.
- 9월 27일 - 1988 제 24회 서울 올림픽 100ｍ 우승자 벤 존슨이 약물복용 사실이 밝혀져 그가 세운 기록과 함께 금메달이 박탈되었다.
- 10월 2일 - 1988 제 24회 서울 올림픽이 폐막하였다.
- 10월 5일 - 대한민국 국회가 국정감사를 16년 만에 재개하였다.
- 10월 7일 - 대한민국 정부, 7개항의 대북경제개방조치 발표.
- 10월 8일 - 지강헌 등 12명이 영등포교도소(현 서울남부교도소)에서 공주교도소로 이감도중 도주하여 지강헌 탈주사건을 일으켰다.
- 11월 8일 - 1988년 미국 대통령 선거, 공화당의 조지 허버트 워커 부시가 민주당의 마이클 듀카키스에 승리하였다.
- 11월 23일 - 전두환 전 대통령이 재임기간 저지른 비리에 대해 대국민 사과성명을 발표하고 백담사로 떠났다.
- 11월 26일
  - 노태우 대통령 특별담화 발표. 전두환 전 대통령에 대한 사면과 5공 비리 조사활동 연내 매듭 호소, 시국사범 석방 등 야당 주장 수용, 민주화 6개항 발표.
  - 전국언론노조 창립, 초대위원장 권영길, 41개 언론사 노조 참여.
  - 대한민국-소비에트 연방 영사관계 수립 합의.
- 12월 21일 - 뉴욕행 팬암 항공 103편이 스코틀랜드 남부에 위치한 로커비 마을을 지나던 중 폭발하여, 탑승객 259명 전원과 마을 주민 11명 등 270명이 사망했다. (팬암 항공 103편 폭파 사건)

## 문화
- 1월 19일 - 한글 맞춤법 개정.
- 1월 26일 - 오스트레일리아, 이주 200주년.
- 2월 1일 - KBS 제2FM 굿모닝 팝스 첫방송.
- 2월 13일~2월 28일 - 캐나다 캘거리에서 제15회 동계 올림픽이 개최하다.
- 2월 17일 - 아시아나항공 창립.
- 2월 27일 - 초수전대 라이브맨 방송 시작.
- 3월 22일 - 유영석이 푸른하늘 1집을 발매하면서 데뷔. 일본의 아오모리와 하코다테를 잇는 세계 최장의 해저터널인 세이칸 터널이 개통.
- 4월 1일 - 중앙, 경제 일간지 16면 발행 체계.
- 5월 4일 - 서울랜드 개장.
- 5월 15일 - 일간지 한겨레 신문이 창간되었다.
- 5월 27일 - 마이크로소프트에서 윈도우 2.1이 출시.
- 7월 1일 - 한국방송광고공사의 공익광고협의회가 설립되었다.
- 7월 4일 - FIFA가 1994년 FIFA 월드컵 개최지를 미국으로 결정되었다.
- 8월 6일 - 이상은이 담다디로 MBC 강변가요제에서 대상을 수상하면서 데뷔.
- 8월 10일 - 대한민국, 울진 원전1호기(발전용량 95만kw)가 준공되었다.
- 8월 14일 - 프로 권투 선수 문성길, 세계 권투 협회(WBA) 밴텀급 챔피언 타이틀 획득.
- 8월 29일 - 제52차 국제펜대회 서울서 개막.(~9월 2일)
- 9월 3일 - 서울 올림픽 선수촌 개촌.
- 9월 12일 - 제94차 국제올림픽위원회(IOC) 총회 서울서 개최.(~16일)
- 9월 17일
  - 대한민국 서울특별시에서 제24회 하계 올림픽이 개최하다.
  - KBS 1TV의 채널에서 광고 24개를 때려갔다.
  - KBS 2TV의 채널에서 광고 37개를 때려갔다.
- 9월 29일 - 대한민국 여자핸드볼, 올림픽 구기사상 첫 금메달 획득.
- 9월 30일 - 유엔 평화유지군, 88년도 노벨 평화상 수상자로 선정.
- 10월 2일
  - 제24회 서울 올림픽 폐막. 대한민국 종합 순위 4위.
  - KBS 1TV의 채널에서 광고 19개를 때려갔다.
  - KBS 1TV의 채널에도 서울올림픽 폐막식에서 광고 11개를 때려갔다.
- 10월 15일 ~ 10월 24일 - 대한민국 1988 서울 장애인 올림픽, 65개국 4천361명 참가한 가운데 개최하다.
- 10월 26일 - KBO 리그 한국시리즈 6차전에서 해태 타이거즈가 빙그레 이글스를 4대 1로 꺾고 시리즈 전적 4승 2패로 통산 4번째 우승을 달성하였다. 1986년 한국시리즈 1987년 한국시리즈에 이은 3연패이다.
- 10월 29일 - 세가에서 16비트 가정용 게임기 메가드라이브 발매.
- 11월 21일 - 쌍용자동차에서 코란도 훼미리 출시.
- 11월 22일 - 한국의 프로야구팀 롯데 자이언츠의 최동원, 오명록, 김성현과 삼성 라이온즈의 김시진, 전용권, 오대석, 허규옥 트레이드가 성사됨
- 11월 23일 - 박학기의 <계절은 이렇게 내리네>라는 노래가 우리노래전시회 3집에 실림으로써 데뷔.
- 12월 16일 - 대한민국에서 1989학년도 학력고사 실시.
- 12월 24일 - 신해철이 무한궤도의 `그대에게`라는 곡으로 1988년 MBC 대학가요제 대상을 수상하며 데뷔.

## 탄생

### 1월
- 1월 1일
  - 대한민국의 배우 박두식.
  - 대한민국의 축구 선수 김성규.
- 1월 2일
  - 대한민국의 배우 김시후.
  - 대한민국의 야구 선수 김상수.
  - 대한민국의 학원 강사, 프로 겜블러 김유현.
  - 일본의 성우 아케사카 사토미.
  - 덴마크의 축구 선수 나디아 나딤.
- 1월 3일 - 북아일랜드의 축구 선수 조니 에번스 (맨체스터 유나이티드 FC).
- 1월 4일 - 대한민국의 모델 이예은.
- 1월 5일 - 대한민국의 야구 코치 나성용.
- 1월 6일 - 대한민국의 배우 박지혜.
- 1월 7일
  - 네덜란드의 음악 프로듀서 하드웰.
  - 대한민국의 배우 임주은.
  - 미국의 배우, 가수 헤일리 베넷.
- 1월 8일
  - 대한민국의 가수 하진.
  - 대한민국의 모델 겸 배우 최시형.
  - 독일의 배우 벨라 데인.
- 1월 9일 - 대한민국의 축구 선수 고명진.
- 1월 10일 - 대한민국의 아나운서 정준희.
- 1월 11일
  - 대한민국의 야구 선수 최승준.
  - 중국의 가수 준준 (모닝구무스메).
  - 일본의 모델 겸 배우 오타 리나.
- 1월 12일
  - 대한민국의 야구 선수 김현수 (두산 베어스).
  - 일본의 성우 후루키 노조미.
  - 대한민국의 전직 스타그래프트 프로게이머 김동현.
- 1월 13일
  - 스위스의 축구 선수 카롤린 아베.
  - 대한민국의 배우 정준원.
  - 대한민국의 전직 스타크래프트 프로게이머 이정현.
  - 독일의 트로트 가수 로미나.
- 1월 14일
  - 대한민국의 배우 김혜성.
  - 대한민국의 레이싱 모델 한민영.
  - 프랑스의 가수 조르디.
- 1월 15일 - 대한민국의 가수 Jun. K (2PM).
- 1월 16일
  - 덴마크의 축구 선수 니클라스 벤트네르 (VfL 볼프스부르크).
  - 대한민국의 스타그래프트 프로게이머 최지성.
  - 대한민국의 배우 김태준.
- 1월 17일
  - 대한민국의 피아노 연주자, 작곡가 유발이.
  - 대한민국의 배우 최수정.
  - 대한민국의 가수 주미.
- 1월 18일
  - 대한민국의 가수 제이세라.
  - 대한민국의 배우 박하이.
  - 독일의 테니스 선수 안젤리크 케르버.
  - 도미니카 공화국의 야구 선수 루이스 도밍고 히메네스.
- 1월 19일 - 일본의 배우 야마모토 유스케.
- 1월 20일 - 대한민국의 자전거 경주 선수 황인혁.
- 1월 21일
  - 대한민국의 야구 선수 김현우.
  - 대한민국의 희극인 민솔유.
- 1월 22일
  - 독일의 축구 선수 마르셀 슈멜처.
  - 독일의 축구 선수 이자벨 케르쇼프스키.
  - 중화인민공화국의 바둑 기사 탕이.
- 1월 23일 - 대한민국의 가수 준형.
- 1월 24일
  - 브라질의 권투 선수 야마구시 파우캉.
  - 잉글랜드의 가수 제이드 유언.
- 1월 25일
  - 대한민국의 배우 겸 크리에이터 최다은.
  - 대한민국의 아나운서 박가영.
  - 러시아의 유도 선수 키릴 데니소프.
- 1월 26일 - 대한민국의 레이싱 모델 김모아.
- 1월 27일 - 대한민국의 레이싱 모델 조세희.
- 1월 28일
  - 일본의 레슬링 선수 사나다 세이야.
  - 대한민국의 가수 이민희.
  - 대한민국의 축구 선수 추정현.
- 1월 29일
  - 미국의 한국계 야구 선수 행크 콩거.
  - 대한민국의 전직 스타크래프트 프로게이머 임진묵.
- 1월 30일 - 대한민국의 가수, 모델 다희.
- 1월 31일
  - 중화민국의 유도 선수 롄전링.
  - 독일의 축구 선수 시드니 샘.
  - 대한민국의 아프리카TV BJ, 유튜버 보겸.

### 2월
- 2월 1일 - 대한민국의 가수 이루리.
- 2월 2일 - 대한민국의 야구 선수 김건국.
- 2월 3일
  - 대한민국의 가수 규현 (슈퍼주니어).
  - 대한민국의 아나운서 조서연.
  - 네덜란드의 축구 선수 그레고리 판 데르빌.
  - 일본의 모델, 배우 미야자키 레이카.
- 2월 4일 - 대한민국의 프로게이머 제파.
- 2월 5일
  - 대한민국의 가수 미.
  - 대한민국의 축구 선수 김동우.
- 2월 6일
  - 대한민국의 야구 선수 강경덕 (볼티모어 오리올스).
  - 대한민국의 뮤지컬 배우 전동석.
- 2월 7일
  - 대한민국의 배우 이준 (엠블랙).
  - 일본의 가수 카고 아이.
  - 대한민국의 가수, 래퍼 제이통.
  - 대한민국의 배우 정수인.
- 2월 8일
  - 일본의 모델, 배우 사사키 노조미.
  - 브라질의 축구 선수 헤나투 아우구스투.
  - 미국의 배우 라이언 핑크스턴.
- 2월 9일 - 대한민국의 성우 권성혁.
- 2월 10일
  - 일본의 성우 니시 아스카.
  - 일본의 성우 야마무라 히비쿠.
  - 미국의 영화 감독 다니엘 콴.
  - 대한민국의 쇼트트랙 선수 강윤미.
  - 잉글랜드의 배우 제이드 램지.
- 2월 11일
  - 대한민국의 레슬링 선수 류한수.
  - 대한민국의 가수 폴 킴.
  - 대한민국의 기자 신지혜.
- 2월 12일
  - 대한민국의 모델, 배우 설초록.
  - 아르헨티나의 축구 선수 니콜라스 오타멘디.
  - 일본의 배우 에이쿠라 나나.
- 2월 13일
  - 대한민국의 배우 허이슬.
  - 미국의 야구 선수 라이언 고인스.
- 2월 14일
  - 아르헨티나의 축구 선수 앙헬 디 마리아 (맨체스터 유나이티드 FC).
  - 미국의 가수, 댄서 아시아 니톨라노(푸시캣 돌스)
- 2월 15일
  - 일본의 배우, 모델 구사노 히로노리.
  - 포르투갈의 축구 선수 후이 파트리시우.
- 2월 16일
  - 대한민국의 아나운서 김윤상.
  - 대한민국의 배우 김수현.
- 2월 17일
  - 대한민국의 뮤지컬 배우 최예나.
  - 대한민국의 변호사 서지현.
  - 오스트레일리아의 축구 선수 다니엘 조르지에브스키.
- 2월 18일
  - 대한민국의 가수 최강창민 (동방신기).
  - 대한민국의 배우 차승민.
  - 이스라엘의 축구 선수 비브라스 나트호.
  - 조선민주주의인민공화국의 축구 선수 리철명.
- 2월 19일
  - 대한민국의 가수 정민찬.
  - 일본의 성우 이리노 미유.
- 2월 20일
  - 대한민국의 양궁 선수 기보배.
  - 바베이도스의 가수 리한나.
  - 대한민국의 야구 선수 김지용.
  - 대한민국의 배우 박신우.
  - 캐나다의 배우 트레이시 스피리다코스.
- 2월 21일
  - 대한민국의 전 배우 최은서.
  - 대한민국의 가수 나준하. (더 넛츠)
- 2월 22일
  - 대한민국의 래퍼 고우리 (레인보우).
  - 대한민국의 배우 김지웅.
  - 일본의 축구 선수 기야마 고헤이.
- 2월 23일
  - 오스트레일리아의 가수 케빈 (제국의 아이들).
  - 대한민국의 가수 박나래 (스피카).
  - 아르헨티나의 축구 선수 니콜라스 가이탄.
- 2월 24일
  - 대한민국의 야구 선수 이재원.
  - 대한민국의 배우 장인섭.
  - 잉글랜드의 축구 선수 마이클 존슨.
- 2월 25일
  - 중국의 쌍둥이 가수 대룡, 소룡 (테이스티).
  - 대한민국의 배우 오희준.
  - 대한민국의 성우 박진우.
  - 대한민국의 야구 선수 이민재.
  - 일본의 축구 선수 마쓰모토 레이.
- 2월 26일
  - 대한민국의 배구 선수 김연경.
  - 대한민국의 작가, 방송인 은하선.
  - 대한민국의 배우 황현희.
  - 대한민국의 배우 이연희.
  - 대한민국의 전직 스타크래프트 프로게이머 김광섭.
- 2월 27일 - 대한민국의 배우 노희지.
- 2월 28일
  - 대한민국의 프로게이머 김민수.
  - 체코의 싱어송라이터, 배우 마르케타 이르글로바.
- 2월 29일
  - 대한민국의 배우 손수현.
  - 대한민국의 야구 선수 최주환.
  - 독일의 축구 선수 베네딕트 회베데스.

### 3월
- 3월 1일
  - 대한민국의 야구 선수 양현종 (KIA 타이거즈).
  - 대한민국의 야구 선수 이상화 (롯데 자이언츠).
- 3월 2일
  - 영국의 싱어송라이터 제임스 아서.
  - 대한민국의 프로게이머 이성은.
  - 대한민국의 미스코리아 및 기자 유정원.
- 3월 3일
  - 대한민국의 배우 고다은.
  - 대한민국의 아나운서 김지원.
  - 대한민국의 성우 김자연.
- 3월 4일
  - 대한민국의 배우 김준형.
  - 독일의 테니스 선수 라우라 지게문트.
- 3월 5일
  - 미국의 배우 추수현.
  - 대한민국의 육상 선수 김경애.
- 3월 6일
  - 대한민국의 스피드 스케이팅 선수 이승훈.
  - 대한민국의 기상 캐스터 박희원.
  - 대한민국의 가수 남궁문정.
  - 벨기에의 축구 선수 시몬 미뇰레.
  - 스웨덴의 가수 아그네스 칼슨.
- 3월 7일 - 브라질의 축구 선수 루앙 가르시아 테이셰이라.
- 3월 8일
  - 대한민국의 가수 강형호.
  - 일본의 성인 비디오, 배우 아노아 루루.
  - 온두라스의 축구 선수 후안 카를로스 가르시아. (~2018년)
- 3월 9일
  - 대한민국의 야구 선수 이희성.
  - 대한민국의 배우 최준영.
  - 대한민국의 배우 한진희.
- 3월 10일
  - 대한민국의 가수 인수 (마이네임).
  - 네팔의 회사원, 모델 수잔 샤키야.
  - 크로아티아의 축구 선수 이반 라키티치.
  - 대한민국의 야구 선수 강석훈.
- 3월 11일
  - 대한민국의 야구 선수 윤지웅.
  - 포르투갈의 축구 선수 파비우 코엔트랑.
- 3월 12일
  - 대한민국의 펜싱 선수 김지연.
  - 독일의 카누 선수 제바스티안 브렌델.
- 3월 13일
  - 대한민국의 아나운서 이재은.
  - 대한민국의 배우 윤서진.
  - 오스트리아의 바이애슬론 선수 도미니크 란더팅거.
  - 중국의 배우 류위신.
- 3월 14일
  - 대한민국의 전직 축구 선수 유종현.
  - 일본의 가수 데구치 아키 (SKE48).
  - 미국의 농구 선수 스테픈 커리.
  - 벨기에의 전 축구 선수 임케 쿠르투아.
- 3월 15일
  - 대한민국의 야구 선수 임익준.
  - 일본의 전 축구 선수 다나카 슌.
- 3월 16일
  - 대한민국의 야구 선수 이두환. (~2012년)
  - 캐나다의 쇼트트랙 선수 제시카 그렉.
- 3월 17일
  - 러시아의 축구 선수 유리 듀핀.
  - 캐나다의 음악가 그라임스.
  - 스웨덴의 축구 선수 라스무스 엘름.
- 3월 18일
  - 대한민국의 야구 선수 손아섭.
  - 대한민국의 바둑 기사 김세실.
- 3월 19일
  - 대한민국의 농구 선수 김현호.
  - 대한민국의 레이싱모델 장은정.
  - 러시아의 배구 선수 막심 미하일로프
  - 미국의 야구 선수 클레이턴 커쇼.
- 3월 20일 - 대한민국의 야구 선수, 야구코치 유재민.
- 3월 21일
  - 대한민국의 기상 캐스터 정혜경.
  - 대한민국의 축구 선수 이경환. (~2012년)
- 3월 22일
  - 대한민국의 배우 박민우.
  - 대한민국의 배우 반소영.
  - 대한민국의 가수 로티플 스카이. (~2013년)
- 3월 23일
  - 대한민국의 첼리스트 김소을.
  - 대한민국의 야구 선수 정병곤.
  - 대한민국의 레이싱모델 정여진
  - 대한민국의 레이싱모델 허윤미.
  - 대한민국의 배구 선수 곽승석
- 3월 24일
  - 대한민국의 자전거 경기 선수 유기홍.
  - 영국의 배우 핀 존스.
  - 미국의 모델 및 배우 사샤 그레이.
- 3월 25일 - 미국의 래퍼 빅 숀.
- 3월 26일
  - 대한민국의 트로트 가수 김가현.
  - 대한민국의 축구 선수 유병수 (FC 로스토프).
  - 미국의 프로듀서 라이언 루이스.
- 3월 27일
  - 일본의 축구 선수 우치다 아쓰토.
  - 잉글랜드의 싱어송라이터 제시 제이.
- 3월 28일
  - 대한민국의 배우 백다은.
  - 대한민국의 레이싱 모델 유니.
- 3월 29일
  - 대한민국의 가수 버블디아.
  - 대한민국의 뮤지컬 배우 이승현.
- 3월 30일 - 대한민국의 배우 김미혜.
- 3월 31일 - 대한민국의 쇼호스트 박태양.

### 4월
- 4월 1일
  - 대한민국의 배우 정해인.
  - 미국의 농구 선수 로빈 로페즈.
- 4월 2일
  - 미국의 배우 제시 플레먼스.
  - 대한민국의 레이싱 모델 김모아.
- 4월 3일 - 네덜란드의 축구 선수 팀 크륄 (뉴캐슬 유나이티드 FC).
- 4월 4일 - 독일의 축구 선수 나딘 케슬러.
- 4월 5일
  - 대한민국의 가수 양지원 (스피카).
  - 대한민국의 전 프로게이머 진영수.
  - 북한의 축구 선수 전광익.
- 4월 6일
  - 일본의 전 스모 선수 이대원.
  - 잉글랜드의 전 축구 선수 파브리스 무암바.
- 4월 7일
  - 대한민국의 배우 안수빈.
  - 영국의 배우 에드워드 스펠리어스.
- 4월 8일
  - 대한민국의 야구 선수 김명성.
  - 대한민국의 축구 선수 김성준.
  - 대한민국의 야구 선수 장필준.
  - 대한민국의 희극인 김승진.
- 4월 9일
  - 대한민국의 가수 유이 (애프터스쿨).
  - 일본의 배우 유키 사야.
- 4월 10일 - 미국의 배우 헤일리 조엘 오스먼트.
- 4월 11일 - 대한민국의 배우 최서연.
- 4월 12일
  - 일본의 전 야구 선수 안규영.
  - 일본의 아이돌 고하라 하루카. (SDN48)
- 4월 13일
  - 대한민국의 가수 김꽃.
  - 대한민국의 인터넷 방송인 말왕.
  - 대한민국의 미스코리아, 모델 이슬기.
  - 조선민주주의인민공화국의 축구 선수 리광일.
  - 브라질의 축구 선수 안데르손 (맨체스터 유나이티드 FC).
- 4월 14일 - 대한민국의 축구 선수 김신욱 (울산 현대 축구단).
- 4월 15일
  - 일본의 성우 누마쿠라 마나미.
  - 오스트레일리아의 배우 베네딕트 새뮤얼.
- 4월 16일
  - 대한민국의 야구 선수 김주현.
  - 대한민국의 희극인, 트로트 가수 김나희.
  - 중국의 배우 주이룽.
- 4월 17일 - 일본의 가수 모리타 타카히로 (ONE OK ROCK).
- 4월 18일
  - 포르투갈의 축구 선수 클라우디아 네투.
  - 영국의 배우 버네사 커비.
  - 대한민국의 배우 김소라.
  - 대한민국의 아나운서 박상연.
- 4월 19일 - 일본의 가수, 배우 코지마 하루나.
- 4월 20일 - 미국의 야구선수 브랜든 벨트
- 4월 21일
  - 대한민국의 축구 선수 김지환.
  - 대한민국의 아이스하키 선수 김상욱.
- 4월 22일 - 대한민국의 피아니스트 김선욱.
- 4월 23일 - 일본의 그리비아 아이돌 야나세 사키.
- 4월 24일 - 대한민국의 레이싱모델 하혜란.
- 4월 25일
  - 중국의 바둑 기사 퍄오원야오.
  - 잉글랜드의 배우 조너선 베일리.
  - 핀란드의 피겨 스케이팅 선수 라우라 레피스퇴.
- 4월 26일
  - 대한민국의 가수 진화.
  - 대한민국의 댄서, 방송인 최다슬.
- 4월 27일 - 오스트레일리아의 야구 선수 대니얼 존 슈밋.
- 4월 28일
  - 스페인의 축구 선수 후안 마타 (맨체스터 유나이티드 FC).
  - 대한민국의 배우 미소윤.
  - 대한민국의 배우 신지훈.
  - 대한민국의 골프 선수 신지애.
  - 대한민국의 레이싱모델 하시영.
- 4월 29일
  - 대한민국의 가수 윤하.
  - 대한민국의 가수, 레이싱모델 서진아.
  - 대한민국의 희극인 이창호.
  - 캐나다의 아이스하키 선수 조너선 테이브스
- 4월 30일
  - 대한민국의 가수, 모델 이치훈. (~2020년)
  - 쿠바의 배우 아나 데 아르마스.

### 5월
- 5월 1일
  - 대한민국의 가수 하연.
  - 미국의 배우 니컬러스 브론.
- 5월 2일
  - 대한민국의 배우 고보결.
  - 이스라엘의 축구 선수 베람 카얄.
  - 일본의 가수 Pile.
  - 오스트레일리아의 배우 로라 브렌트.
  - 잉글랜드의 축구 선수 조니 하우슨.
- 5월 3일
  - 대한민국의 가수 이유애린.
  - 대한민국의 기자 이세영.
  - 대한민국의 아나운서 진달래.
  - 오스트레일리아의 배우 벨라 히스코트.
- 5월 4일 - 벨기에의 축구 선수 라자 나잉골란.
- 5월 5일
  - 영국의 가수 아델.
  - 대한민국의 래퍼 스웨이디.
  - 대한민국의 태권도 선수 손태진.
- 5월 6일
  - 대한민국의 미국인 타일러 라쉬.
  - 대한민국의 방송인, 방송작가 유병재.
  - 대한민국의 가수 최아인.
- 5월 7일
  - 대한민국의 배우 정민결.
  - 코트디부아르의 축구 선수 아부바카르 디오망데. (~2019년)
- 5월 8일 - 대한민국의 배우 이하준.
- 5월 9일
  - 대한민국의 미스코리아 이윤아.
  - 대한민국의 야구 선수 백진우.
  - 일본의 배우 토쿠나가 에리.
  - 우크라이나의 축구 선수 예우헨 셀린.
- 5월 10일
  - 잉글랜드의 축구 선수 애덤 럴라나.
  - 대한민국의 야구 선수 최영진.
- 5월 11일 - 일본의 축구 선수 신자토 쇼헤이.
- 5월 12일
  - 대한민국 기상 캐스터 신예지.
  - 브라질의 축구 선수 마르셀루.
  - 독일의 축구 선수 바베트 페터.
  - 대한민국의 가수 홍이삭.
- 5월 13일 - 대한민국의 가수 신다정.
- 5월 14일 - 대한민국의 배우 박지연.
- 5월 15일 - 대한민국의 가수 차수빈.
- 5월 16일
  - 대한민국의 배우, 모델 안보현.
  - 대한민국의 바둑 기사 한상훈.
  - 대한민국의 축구 선수 김정현.
- 5월 17일
  - 대한민국의 배드민턴 선수 손완호.
  - 스웨덴의 축구 선수 마르틴 올손.
  - 미국의 배우, 모델, 싱어송라이터 니키 리드.
- 5월 18일
  - 일본의 배우 세토 코지.
  - 대한민국의 배우 이가현.
  - 대한민국의 음악가 태양.
  - 대한민국의 싱어송라이터 40.
- 5월 19일
  - 대한민국의 가수 재만.
  - 일본의 아이돌 가이다 주리.
- 5월 20일 - 대한민국의 배우 양은진.
- 5월 21일
  - 대한민국의 가수, 뮤지컬 배우 박규리 (카라).
  - 대한민국의 미스코리아 김주리.
- 5월 22일 - 이탈리아의 축구 선수 일라리아 마우로.
- 5월 23일
  - 대한민국의 배우 예정화.
  - 대한민국의 배우 강소연.
- 5월 24일
  - 대한민국의 배우 여의주.
  - 대한민국의 가수, 프로게이머 진유.
- 5월 25일 - 대한민국의 피겨 스케이팅 선수 최지은.
- 5월 26일 - 콜롬비아의 축구 선수 후안 콰드라도.
- 5월 27일
  - 아이슬란드의 축구 선수 비르키르 비아르드나손.
  - 대한민국의 가수 제이민.
  - 가나의 축구 선수 데니스 오도이.
- 5월 28일 - 일본의 배우 쿠로키 메이사.
- 5월 29일 - 요르단의 군인 무아트 알카사스베.
- 5월 30일 - 브라질의 종합격투기 선수 아만다 누니스.
- 5월 31일
  - 대한민국의 배우, 모델 이수혁.
  - 대한민국의 펜싱 선수 허준.
  - 대한민국의 배우 김의건.
  - 대한민국의 가수 이지민.

### 6월
- 6월 1일
  - 멕시코의 축구 선수 하비에르 에르난데스.
  - 일본의 가수 타마키 나미.
  - 대한민국의 스키 선수 정동현.
  - 대한민국의 축구 선수 이준희.
- 6월 2일
  - 아르헨티나의 축구 선수 세르히오 아구에로 (맨체스터 시티).
  - 대한민국의 축구 선수 이승기.
  - 대한민국의 농구 선수 이선화.
  - 일본의 축구 선수 이누이 다카시.
  - 미국의 희극인, 배우 아콰피나.
  - 일본의 성우 사이토 아야카.
  - 브라질의 축구 선수 주앙 파울루 다 시우바 아라우주.
- 6월 3일
  - 대한민국의 전직 리듬체조 선수 및 뮤지컬 배우 이경화.
  - 일본의 배우 미우라 쇼헤이.
  - 우크라이나 태생 아제르바이잔의 레슬링 선수 마리야 스타드니크.
- 6월 4일
  - 대한민국의 레이싱 모델 윤주하.
  - 대한민국의 유튜버 허팝.
  - 아르헨티나의 축구 선수 루카스 프라토.
  - 중화인민공화국의 배우 리만.
- 6월 5일 - 스페인의 축구 선수 오스마르 이바녜스.
- 6월 6일
  - 대한민국의 희극인 전수희.
  - 일본의 야구 선수 사이토 유키.
  - 이탈리아의 펜싱 선수 아리안나 에리고.
- 6월 7일
  - 대한민국의 배우 박성우.
  - 캐나다의 배우 마이클 세라.
  - 일본의 성우 키무라 쥬리.
- 6월 8일 - 대한민국의 성우 유선일.
- 6월 9일
  - 그리스의 축구 선수 소크라티스 파파스타토풀로스.
  - 대한민국의 요리연구가 정세미.
  - 미국의 성우 로런 랜다.
  - 미국의 야구 선수 조 켈리.
  - 아르메니아의 역도 선수 티그란 마르티로샨.
- 6월 10일
  - 대한민국의 배우 강한별.
  - 대한민국의 축구 선수 이승희.
- 6월 11일
  - 일본의 배우, 가수 아라가키 유이.
  - 대한민국의 바둑 기사 이현호.
- 6월 12일 - 스위스의 축구 선수 에렌 데르디요크.
- 6월 13일 - 대한민국의 가수 화연.
- 6월 14일 - 브라질의 축구 선수 파울리뉴.
- 6월 15일
  - 스웨덴의 축구 선수 한나 폴케손.
  - 대한민국의 아나운서 김보경.
- 6월 16일
  - 대한민국의 아나운서 김나연.
  - 대한민국의 가수, 싱어송라이터 G.Soul.
  - 대한민국의 기업인, 정당인 이효원.
- 6월 17일 - 대한민국의 배우 전혜진.
- 6월 18일
  - 대한민국의 가수 금미 (크레용팝).
  - 알제리의 축구 선수 이슬람 슬리마니.
- 6월 19일
  - 대한민국의 야구 선수 김건필.
  - 대한민국의 싱어송라이터 문문.
  - 미국의 야구 선수 데빈 메소라코.
- 6월 20일
  - 일본의 가수 May J..
  - 웨일스의 배우 셰펄리 초두리.
- 6월 21일 - 대한민국의 가수 겸 모델 한담희.
- 6월 22일 - 미국의 배우 포샤 더블데이.
- 6월 23일 - 노르웨이의 축구 선수 이사벨 헬로브센.
- 6월 24일
  - 미국의 가수 닉쿤 (2PM).
  - 대한민국의 축구 선수 조소현.
  - 대한민국의 전 야구 선수, 야구코치 김동한.
  - 대한민국의 전 야구 선수 김동욱.
  - 미국의 배우 캔디스 패튼.
- 6월 25일
  - 대한민국의 아나운서 정지성.
  - 대한민국의 컬링 선수 이슬비.
- 6월 26일
  - 대한민국의 연극배우 채수연.
  - 대한민국의 전 배구 선수 최홍석. (~2024년)
  - 일본의 아이돌 나카니시 리나. (AKB48)
  - 프랑스의 펜싱 선수 쥘리앵 메르틴.
- 6월 27일
  - 대한민국의 배우 양진성.
  - 독일의 축구 선수 첼리아 샤시치.
- 6월 28일
  - 일본의 싱어송라이터 와케시마 카논.
  - 일본의 성우 콘도 유이.
  - 대한민국의 전직 축구 선수 박정훈.
  - 대한민국의 희극인 이수빈.
  - 대한민국의 축구 선수 김수진.
- 6월 29일
  - 대한민국의 배드민턴 선수 김문희.
  - 아르헨티나의 축구 선수 에베르 바네가 (세비야 FC).
  - 미국의 야구 선수 브룩스 레일리.
  - 홍콩의 배우 겸 가수 리옌스야.
- 6월 30일 - 대한민국의 희극인 백두현.

### 7월
- 7월 1일
  - 영국의 배우 미즈노 소노야.
  - 대한민국의 농구 선수 김선형.
  - 대한민국의 기상 캐스터 김지효.
- 7월 2일
  - 대한민국의 전직 스타크래프트 프로게이머 최성훈.
  - 대한민국의 축구 선수 이청용.
  - 조선민주주의인민공화국의 축구 선수 라은심.
- 7월 3일 - 대한민국의 가수 수정.
- 7월 4일 - 대한민국의 배우 장지건.
- 7월 5일 - 몬테네그로의 축구 선수 루카 로트코비치.
- 7월 6일 - 대한민국의 가수 휘주.
- 7월 7일 - 대한민국의 미스코리아 김사라.
- 7월 8일
  - 대한민국의 축구 선수 임상협.
  - 대한민국의 전 희극인 박강균.
  - 대한민국의 프로게이머 김정민.
  - 대한민국의 가수 강진아.
  - 대한민국의 아나운서 김진웅.
- 7월 9일
  - 대한민국의 희극인, 유튜버 장다운.
  - 대한민국의 축구 선수 김주영.
  - 대한민국의 골프 선수 이나리.
- 7월 10일 - 우크라이나의 영화배우, 군인 파울로 리. (~2022년)
- 7월 11일
  - 일본의 성우 이구치 유카.
  - 대한민국의 배구 선수 오지영.
  - 대한민국의 야구 선수 송주호.
  - 일본의 아이돌 도지마 하나. (SDN48)
- 7월 12일
  - 대한민국의 골프 선수 박인비.
  - 일본의 성우 타네다 리사.
  - 일본의 가수 나노.
- 7월 13일
  - 대한민국의 래퍼 비조.
  - 대한민국의 가수 조아람.
- 7월 14일
  - 대한민국의 전직 스타크래프트 프로게이머 윤용태 (웅진 스타즈).
  - 아일랜드의 종합격투기 선수 코너 맥그레거.
- 7월 15일
  - 일본의 배우 후지이 미나.
  - 미국의 배우 에이미 카레로.
- 7월 16일
  - 스페인의 축구 선수 세르히오 부스케츠 (FC 바르셀로나).
  - 대한민국의 아나운서 조항리.
  - 대한민국의 희극인 홍윤화.
  - 쿠바의 레슬링 선수 야스마니 아코스타.
- 7월 17일
  - 일본의 피겨스케이팅 선수 아사다 마이.
  - 대한민국의 쉐프 맹기용.
- 7월 18일 - 대한민국의 전 이종격투기 선수 조용.
- 7월 19일
  - 미국의 성우 셰러미 리.
  - 독일의 축구 선수 케빈 그로스크로이츠.
- 7월 20일 - 대한민국의 전직 스타크래프트 프로게이머 이동준.
- 7월 21일
  - 대한민국의 희극인, 유튜버 한으뜸.
  - 중국의 배우 징톈.
- 7월 22일
  - 대한민국의 야구 선수 김광현 (SK 와이번스).
  - 대한민국의 배우 박지수.
  - 일본의 배우 요시타카 유리코.
  - 일본의 전 황족 센게 노리코.
- 7월 23일
  - 대한민국의 뮤지컬 배우 원혁.
  - 대한민국의 가수 예진.
- 7월 24일 - 대한민국의 전 가수, 배우 한승연 (카라).
- 7월 25일
  - 브라질의 축구 선수 파울리뉴.
  - 일본의 성우 마쓰시다 유이.
- 7월 26일
  - 일본의 배우 아키모토 사야카.
  - 대한민국의 배우 김규선.
- 7월 27일 - 대한민국의 배우 홍지희.
- 7월 28일
  - 대한민국의 야구 선수 윤기호 (한화 이글스).
  - 대한민국의 희극인 이조원.
  - 튀르키예의 방송인 알파고 시나씨.
- 7월 29일
  - 대한민국의 래퍼 알렉산더 (유키스).
  - 대한민국의 기술관련종사자 김차이.(본명: 김지혜)
- 7월 30일
  - 대한민국의 배우 박세영.
  - 대한민국의 래퍼 던밀스.
  - 대한민국의 가수 지훈.
  - 인도의 배우 앤 어거스틴.
  - 미국의 배우 니코 토터렐라.
- 7월 31일 - 일본의 가수, 보컬강사 엔도 마이.

### 8월
- 8월 1일
  - 미국의 역도 선수 세라 로블스.
  - 세르비아의 축구 선수 네마냐 마티치.
- 8월 2일 - 대한민국의 기상 캐스터 이상미.
- 8월 3일 - 대한민국의 성우 윤용식.
- 8월 4일
  - 대한민국의 전직 스타크래프트 프로게이머 송병구 (삼성전자 칸).
  - 미국의 교사, 인터넷 방송인 올리버쌤.
  - 대한민국의 배우 장선.
- 8월 5일 - 대한민국의 전직 스타크래프트 프로게이머 최종혁.
- 8월 6일 - 일본의 배우 쿠보타 마사타카.
- 8월 7일 - 네덜란드의 축구 선수 에릭 피터르스.
- 8월 8일
  - 대한민국의 배우 이은성.
  - 대한민국의 배우 수혜.
  - 대한민국의 배우 장준유.
  - 대한민국의 유도 선수 김민정.
  - 영국의 왕족 요크 공녀 베아트리스.
  - 중국의 배우 니니.
- 8월 9일
  - 대한민국의 야구 선수 김지열.
  - 일본의 성우 야마모토 노조미.
  - 브라질의 축구 선수 윌리앙 보르지스 다 시우바.
- 8월 10일
  - 대한민국의 음반 제작자 닥터심슨
  - 대한민국의 가수 Psv:gun.
  - 일본의 가수 오노 하루나 (SCANDAL).
- 8월 11일 - 대한민국의 전 리그 오브 레전드 프로게이머 노페.
- 8월 12일
  - 대한민국의 배우 강상원.
  - 한국계 미국인 야구 선수 제이크 더닝.
  - 대한민국의 배우 이가령.
- 8월 13일
  - 대한민국의 배우 박가령.
  - 덴마크의 가수 MØ.
- 8월 14일
  - 미국의 인권운동가 케일라 뮬러. (~2015년)
  - 세르비아의 축구 선수 류보미르 페이사.
  - 노르웨이의 축구 선수 엘리세 토르스네스.
- 8월 15일
  - 대한민국의 레이싱 모델 유진.
  - 덴마크의 축구 선수 사네 트뢸스고르.
- 8월 16일 - 미국의 영화배우 루머 윌리스.
- 8월 17일 - 일본의 배우 도다 에리카.
- 8월 18일
  - 대한민국의 래퍼, 배우 지드래곤 (빅뱅).
  - 대한민국의 가수 정승원.
  - 대한민국의 축구 선수 이은미.
- 8월 19일
  - 대한민국의 희극인, 배우 송인화.
  - 미국의 배우 카트리나 보든.
- 8월 20일
  - 대한민국의 가수 세희.
  - 미국의 배우 니키 수후.
- 8월 21일
  - 폴란드의 축구 선수 로베르트 레반도프스키 (FC 바이에른 뮌헨).
  - 미국의 컨트리 가수 케이시 머스그레이브스.
  - 대한민국의 골프 선수 이보미.
  - 일본의 축구 선수 니시오카 다이키.
- 8월 22일 - 오스트레일리아의 축구 선수 미첼 랭가랙.
- 8월 23일
  - 대한민국의 가수 채린.
  - 대한민국의 아나운서, 캐스터 김수현.
  - 독일의 전 축구 선수 다니엘 슈바브.
  - 러시아의 권투 선수 미하일 알로얀.
  - 미국의 농구 선수 제러미 린.
- 8월 24일
  - 영국의 배우 루퍼트 그린트.
  - 일본의 축구 선수 요시다 마야.
  - 대한민국의 성우 김연우.
  - 노르웨이의 방송인 니콜라이 욘센.
- 8월 25일
  - 대한민국의 야구 선수 이정민.
  - 대한민국의 가수 황광희 (제국의 아이들).
  - 대한민국의 축구 선수 김민.
  - 일본의 축구 선수 나가사와 슌.
  - 잉글랜드의 가수, 배우, 댄서 레이 퀸.
- 8월 26일
  - 대한민국의 축구 선수 김수진.
  - 대한민국의 헤어디자이너 규리.
- 8월 27일 - 대한민국의 아프리카TV 박현서.
- 8월 28일
  - 대한민국의 야구 선수 김강률.
  - 잉글랜드의 축구 공격수 레이 존스. (~2007년)
- 8월 29일 - 일본의 만화가 아카사카 아카.
- 8월 30일
  - 대한민국의 아나운서 서연미.
  - 에스토니아의 가수 라우라 펄드베레.
- 8월 31일
  - 콜롬비아의 축구 선수 다비드 오스피나.
  - 미국의 야구 선수 맷 애덤스.

### 9월
- 9월 1일
  - 대한민국의 희극인 최우선.
  - 일본의 축구 선수 요시카와 다쿠야.
- 9월 2일
  - 대한민국의 태권도 선수 김혜리.
  - 대한민국의 근대5종 선수 양수진.
  - 스페인의 축구 선수 하비 마르티네스 (FC 바이에른 뮌헨).
  - 우크라이나 태생 독일의 탁구 선수 디미트리 옵차로프.
- 9월 3일
  - 독일의 축구 선수 제롬 보아텡 (FC 바이에른 뮌헨).
  - 대한민국의 성우 김현수.
  - 대한민국의 배우 김원경.
- 9월 4일
  - 러시아의 전 축구 선수 게오르기 가불로프.
  - 일본의 성우 노가미 쇼.
- 9월 5일
  - 튀르키예의 축구 선수 누리 샤힌 (보루시아 도르트문트).
  - 에콰도르의 축구 선수 펠리페 카이세도 (RCD 에스파뇰).
- 9월 6일
  - 대한민국의 핸드볼 선수 김온아.
  - 대한민국의 가수 NS윤지.
  - 프랑스의 프리스타일 스키 선수 아르노 보볼렌타.
- 9월 7일
  - 대한민국의 축구 선수 신진호.
  - 일본의 축구 선수 사토 다이키. (~2010년)
- 9월 8일
  - 대한민국의 전직 스타크래프트 프로게이머 김경모.
  - 대한민국의 트로트 가수 김은아.
  - 대한민국의 피트니스 모델, 배우 서리나.
- 9월 9일
  - 대한민국의 종합격투기 선수 김동현.
  - 일본의 배우 나카무라 시즈카.
  - 일본의 성우 시미즈 리사.
- 9월 10일
  - 스페인의 축구 선수 루카스 페레스.
  - 대한민국의 모델 박충렬.
- 9월 11일 - 대한민국의 배드민턴 선수 이용대.
- 9월 12일
  - 대한민국의 배우 고윤.
  - 대한민국의 무용가 이주영.
- 9월 13일
  - 대한민국의 전 가수, 배우 오승아 (레인보우).
  - 미국의 가수 존 박.
  - 대한민국의 뷰티 크리에이터 이사배.
  - 대한민국의 트로트 가수 검지.
- 9월 14일
  - 대한민국의 사격 선수 이대명.
  - 대한민국의 전직 스타크래프트 프로게이머 김경수.
  - 일본의 가수 미야타 토시야 (Kis-My-Ft2).
  - 일본의 가수 하타 사와코 (전 SKE48).
- 9월 15일
  - 대한민국의 배우 김하린.
  - 대한민국의 배우 류아벨.
  - 대한민국의 레이싱 모델 한송이.
- 9월 16일 - 대한민국의 가수 나오.
- 9월 17일
  - 대한민국의 아나운서 정혜경.
  - 대한민국의 가수 송희.
- 9월 18일
  - 일본의 배우 후쿠다 아야노.
  - 대한민국의 바둑 기사 이상헌.
- 9월 19일 - 대한민국의 작가 김하나.
- 9월 20일
  - 일본의 가수 놋치.
  - 일본의 배우 사토 아리사.
  - 러시아의 종합격투기 선수 하비프 누르마고메도프.
- 9월 21일 - 파키스탄의 정치인 빌라왈 부토 자르다리.
- 9월 22일
  - 대한민국의 야구 선수 김재환.
  - 대한민국의 싱어송라이터, 음악 프로듀서 이든.
- 9월 23일
  - 대한민국의 농구 선수 고아라.
  - 대한민국의 가수 양송희.
- 9월 24일
  - 대한민국의 축구 선수 박현.
  - 미국의 배우 카일 설리번.
  - 에스토니아의 가수 비르기트 어이게멜.
  - 대한민국의 앵커, 기자 김지아.
- 9월 25일
  - 일본의 성우 이세 마리야.
  - 대한민국의 쇼트트랙선수 이한빈.
- 9월 26일
  - 조선민주주의인민공화국의 정치인 김여정.
  - 핀란드의 피겨 스케이터 선수 키라 코르피.
  - 일본의 야구 선수 오노 유다이.
- 9월 27일
  - 대한민국의 가수 은지.
  - 대한민국의 희극인 송재인.
- 9월 28일
  - 대한민국의 가수 죠앤.
  - 대한민국의 야구 선수 임태훈.
  - 대한민국의 배우 김지은.
  - 미국의 프로레슬링 선수 제이슨 조던.
- 9월 29일 - 미국의 프로 농구 선수 케빈 듀란트.
- 9월 30일
  - 대한민국의 스타크래프트 프로게이머 우정호. (~2012년)
  - 대한민국의 배우 이예빈.
  - 대한민국의 배우 오수정.

### 10월
- 10월 1일 - 대한민국의 캐스터, 아나운서 서승현.
- 10월 2일
  - 대한민국의 야구 선수 정진호.
  - 일본의 모델, 성인 비디오, 배우 아스카 키라라.
- 10월 3일 - 스웨덴의 배우 알리시아 비칸데르.
- 10월 4일
  - 대한민국의 래퍼 유빈 (원더걸스).
  - 대한민국의 전직 스타크래프트 프로게이머 이영호.
  - 미국의 배우 멀리사 베노이스트.
- 10월 5일 - 대한민국의 배우 길은혜.
- 10월 6일
  - 일본의 배우 호리키타 마키.
  - 대한민국의 야구 선수 임치영.
  - 대한민국의 강사 최원준.
- 10월 7일 - 스페인의 축구 선수 디에고 코스타.
- 10월 8일
  - 대한민국의 가수 이예준.
  - 대한민국의 요리사, 방송인 국가비.
  - 대한민국의 축구 선수 이수진.
- 10월 9일 - 대한민국의 쇼트트랙 스피드 스케이팅 선수 김태훈.
- 10월 10일
  - 대한민국의 배우 박진아.
  - 대한민국의 래퍼 이노베이터.
  - 대한민국의 가수 춘향이.
- 10월 11일 - 아일랜드의 축구 선수 셰이머스 콜먼.
- 10월 12일
  - 대한민국의 컬링 선수 안재성.
  - 벨기에의 축구 선수 야니서 케망.
  - 러시아의 배우, 가수 폴리나 안드레예바.
- 10월 13일
  - 대한민국의 축구 선수 최원우.
  - 독일의 축구 선수 루카스 슈미츠.
  - 일본의 모델, 스케이트 선수, 배우 사와야마 리나.
- 10월 14일
  - 미국의 배우 맥스 시리엇.
  - 대한민국의 축구 선수 최용우.
- 10월 15일
  - 독일의 축구 선수 메수트 외질.
  - 브라질의 축구 선수 펠리페 마티오니.
- 10월 16일
  - 대한민국의 희극인 권미진.
  - 대한민국의 야구 선수 김강.
  - 대한민국의 가수 이주호.
- 10월 17일
  - 대한민국의 기자 신혜원.
  - 일본의 배우 오시마 유코.
  - 일본의 배우,모델 마츠자카 토리.
  - 일본의 성우,가수 아이바 아이나.
- 10월 18일
  - 일본의 성우,가수 이토 켄토.
  - 대한민국의 배우 황희.
  - 대한민국의 희극인 정재형.
- 10월 19일
  - 대한민국의 희극인 김건.
  - 일본의 성우 에노키 준야.
- 10월 20일
  - 일본의 가수 니이가키 리사 (모닝구무스메).
  - 중국의 탁구 선수 마룽.
  - 남아프리카 공화국의 모델 캔디스 스워너풀.
  - 대한민국의 야구 선수 이천웅.
  - 대한민국의 성악가, 오페라가수 손태진.
  - 대한민국의 배우 박희정.
  - 대한민국의 가수 천소아.
- 10월 21일
  - 미국의 배우 글렌 파월.
  - 대한민국의 골프 선수 정예나.
  - 스페인의 배우 블랑카 수아레스.
- 10월 22일
  - 대한민국의 가수 그레이스 신.
  - 대한민국의 아나운서 임지웅.
- 10월 24일
  - 대한민국의 뮤지컬 배우 노희찬.
  - 일본의 성우, 가수 사쿠라가와 메구.
- 10월 25일
  - 대한민국의 배우 양재현.
  - 대한민국의 축구 선수 박정민.
  - 대한민국의 가수 베이빌론.
- 10월 26일 - 대한민국의 배우 강유진.
- 10월 27일 - 미국의 양궁 선수 브레이디 엘리슨.
- 10월 28일
  - 조선민주주의인민공화국의 역도 선수 김은국.
  - 일본의 배우 나나오.
  - 잉글랜드의 DJ, 프로듀서 제이미 엑스엑스.
- 10월 29일
  - 대한민국의 배우 이미소.
  - 대한민국의 배우 이지훈.
  - 대한민국의 전직 스타크래프트 프로게이머 문성원.
  - 러시아의 배구 선수 드미트리 무세르스키.
- 10월 30일
  - 대한민국의 전 리그 오브 레전드 프로게이머 강퀴.
  - 대한민국의 시민활동가, 서울 서대문구의회 의원 김규진.
  - 잉글랜드의 축구 선수 라이언 쇼튼.
- 10월 31일
  - 대한민국의 배우 황승언.
  - 카자흐스탄의 농구 선수 안톤 포노마료프.

### 11월
- 11월 1일
  - 대한민국의 배우 이민지.
  - 일본의 야구 선수 다나카 마사히로.
- 11월 2일 - 대한민국의 희극인 황은전.
- 11월 3일
  - 일본의 가수 소라루.
  - 오스트리아 태생의 전 축구 선수 벨리 카블라크.
- 11월 4일
  - 대한민국의 아나운서 차해리.
  - 대한민국의 스타그래프트 프로게이머 김가영.
  - 잉글랜드 태생의 스코틀랜드의 축구 선수 크리스 마틴.
- 11월 5일
  - 일본의 성우 하라 사유리.
  - 프랑스의 펜싱 선수 야니크 보렐.
- 11월 6일
  - 대한민국의 뮤지컬 배우 영한 (티버드).
  - 대한민국의 배우 한혜린.
  - 대한민국의 레슬링 선수 김현우.
  - 대한민국의 힙합 프로듀서 시로스카이.
  - 미국의 배우 엠마 스톤.
  - 대한민국의 배우 하시연.
- 11월 7일 - 스웨덴의 모델 엘사 호스크.
- 11월 8일
  - 대한민국의 배우 전수진.
  - 대한민국의 가수 하예나.
  - 대한민국의 가수, 배우 성인규. (~2013년)
- 11월 9일
  - 대한민국의 전직 리그 오브 레전드 프로게이머 클라우드템플러.
  - 대한민국의 야구 선수 김헌곤.
  - 대한민국의 바둑 기사 유재호.
  - 미국의 배우, 모델 애널리 팁턴.
  - 미국의 배우 니키 블론스키.
- 11월 10일
  - 스웨덴의 가수, 싱어송라이터 카지 오페이아.
  - 대한민국의 가수 김민지.
- 11월 11일
  - 대한민국의 배우, 미스코리아 이성혜.
  - 일본의 성우 코마츠 미카코.
- 11월 12일
  - 대한민국의 배우 왕지원.
  - 미국의 농구 선수 러셀 웨스트브룩.
- 11월 13일 - 대한민국의 기상캐스터 배효성.
- 11월 14일 - 대한민국의 바둑 기사 유오성.
- 11월 15일
  - 대한민국의 배우 박야성. (~2023년)
  - 미국의 가수, 래퍼 B.o.B.
- 11월 16일
  - 대한민국의 야구 선수 정영일.
  - 일본의 야구 선수 다카하시 도모미.
- 11월 17일
  - 대한민국의 축구 선수 노행석. (~2025년)
  - 미국의 가수 에릭 남.
  - 잉글랜드의 축구 선수 카일 노턴.
- 11월 18일 - 대한민국의 전 가수, 배우 성인규. (~2013년)
- 11월 19일 - 대한민국의 가수, 뮤지컬 배우 도시.
- 11월 20일
  - 세르비아의 축구 선수 두샨 타디치.
  - 대한민국의 마라톤 선수 오주한.
- 11월 21일
  - 대한민국의 야구 선수 김대우.
  - 대한민국의 레이싱 모델 홍지연.
  - 미국의 야구 선수 맷 웨스트.
- 11월 22일
  - 대한민국의 가수 원준 (소년공화국).
  - 대한민국의 아나운서 윤재인.
  - 영국의 배우 제이미 캠벨 바워.
  - 일본의 아이돌 사토 유카리. (SDN48)
- 11월 23일 - 대한민국의 가수 마크툽.
- 11월 24일 - 대한민국의 야구 선수 이재곤 (롯데 자이언츠).
- 11월 25일
  - 대한민국의 배우 김정우.
  - 파키스탄 길기트발티스탄 주 스카르두의 방송인 자히드 후세인.
- 11월 26일
  - 대한민국의 전직 축구 선수 김도엽.
  - 대한민국의 기타연주가 윌리K.
- 11월 27일
  - 대한민국의 배우, 가수 김진엽.
  - 프랑스의 배우 노에미 메를랑.
  - 대한민국의 전직 스타크래프트 프로게이머 이상헌.
- 11월 28일
  - 대한민국의 골프 선수 이정은.
  - 영국의 배우 조 콜.
- 11월 29일
  - 대한민국의 전 스타크래프트 프로게이머 김동건.
  - 대한민국의 축구 선수 이현호.
- 11월 30일
  - 일본의 가수 아오이 에이르.
  - 일본의 축구 선수 세구치 다쿠야.

### 12월
- 12월 1일
  - 대한민국의 배우, 가수 임시완 (제국의 아이들).
  - 대한민국의 성우 김신우.
  - 대한민국의 전 야구 선수 이원재.
  - 미국의 배우 조이 크래비츠.
- 12월 2일 - 잉글랜드의 배우 앨프리드 이넉.
- 12월 3일
  - 대한민국의 래퍼 도우 (에이젝스).
  - 대한민국의 배우 윤이나.
  - 대한민국의 레이싱 모델 한수지.
- 12월 4일
  - 일본의 싱어송라이터 아즈사.
  - 일본의 양궁 선수 가니에 미키.
  - 대한민국의 배우 서문호.
- 12월 5일
  - 일본의 축구 선수 시오타니 쓰카사.
  - 일본의 축구 선수 우쓰기 루미.
- 12월 6일
  - 대한민국의 배우 고은아.
  - 일본의 성우 시마자키 노부나가.
  - 대한민국의 바둑 기사 김현섭.
- 12월 7일
  - 대한민국의 축구 선수 김도연.
  - 대한민국의 아나운서 이선영.
  - 대한민국의 희극인 김윤호.
- 12월 8일
  - 대한민국의 야구 선수 이승우.
  - 대한민국의 래퍼 박동민. (점퍼)
- 12월 9일
  - 대한민국의 뮤지컬 배우 이주영.
  - 대한민국의 화가 김현정.
- 12월 10일
  - 세르비아의 축구 선수 네벤 수보티치 (보루시아 도르트문트).
  - 대한민국의 수영 선수 서연정.
- 12월 11일
  - 조선민주주의인민공화국의 축구 선수 김경일.
  - 브라질의 축구 선수 이베르통 카르도주 다 시우바.
- 12월 12일 - 대한민국의 가수 은정 (티아라).
- 12월 13일
  - 대한민국의 전 리그 오브 레전드 프로게이머 하트.
  - 대한민국의 축구 선수 윤승현.
- 12월 14일
  - 대한민국의 배우 김보정.
  - 미국의 배우, 가수 버네사 허진스.
  - 일본의 성우 무라세 아유무.
  - 대한민국의 가수 진원.
  - 일본의 야구 선수 사카모토 하야토.
  - 프랑스의 농구 선수 니콜라 바튐.
- 12월 15일 - 프랑스의 축구 선수 스티븐 은존지.
- 12월 16일
  - 대한민국의 배우 박서준.
  - 독일의 축구 선수 마츠 후멜스 (보루시아 도르트문트).
  - 대한민국의 유도 선수 조준호, 조준현.
  - 대한민국의 배우 송원석.
  - 잉글랜드의 배우 애나 포플웰.
  - 일본의 아이돌 고마타니 히토미. (SDN48)
- 12월 17일
  - 대한민국의 골프 선수 김하늘.
  - 대한민국의 쇼트트랙 선수 진선유.
  - 대한민국의 야구 선수 김민성 (LG 트윈스).
  - 한국계 미국인 가수 제시.
  - 스위스의 축구 선수 얀 조머.
  - 일본의 배우 타카나시 린.
- 12월 18일
  - 대한민국의 탁구 선수 박영숙.
  - 영국의 축구 선수 엘리엇 베넷.
- 12월 19일
  - 칠레의 축구 선수 알렉시스 산체스 (아스널 FC).
  - 스웨덴의 축구 선수 엠마 베릴룬드.
  - 대한민국의 레이싱 모델 이지민.
  - 대한민국의 배우 옥자연.
  - 덴마크의 핸드볼 선수 니클라스 란딘 야콥센.
- 12월 20일
  - 대한민국의 가수 태윤.
  - 대한민국의 배우 고건한.
  - 이탈리아의 축구 선수 루카 마르티넬리.
  - 도미니카공화국의 야구 선수 브라울리오 라라. (~2019년)
- 12월 21일
  - 대한민국의 야구 선수 임현준.
  - 일본의 축구 선수 마쓰우라 다쿠야.
- 12월 22일
  - 대한민국의 피아노 연주자 원재연.
  - 일본의 축구 선수 고미네 다쿠야.
- 12월 23일
  - 대한민국의 미스코리아 김민정.
  - 일본의 가수 카메이 에리 (모닝구무스메).
  - 일본의 가수 가시노 유카 (퍼퓸).
- 12월 24일
  - 대한민국의 가수 김재경 (레인보우).
  - 대한민국의 가수 윤수현.
  - 대한민국의 배우 박진주.
  - 그리스의 축구 선수 스테파노스 아타나시아디스.
  - 일본의 전 축구 선수 도이 고헤이.
- 12월 25일 - 대한민국의 전 배우 이정윤.
- 12월 26일
  - 대한민국의 가수 지세희.
  - 일본의 성우 노토 아리사.
- 12월 27일
  - 대한민국의 래퍼 택연 (2PM).
  - 미국의 가수 헤일리 윌리엄스 (패러모어).
  - 대한민국의 배우 최현서.
- 12월 28일 - 대한민국의 피아노연주가 박호경.
- 12월 29일
  - 중국의 배우 장멍.
  - 대한민국의 가수 유애포.
- 12월 30일 - 대한민국의 배우 이왕수.
- 12월 31일 - 대한민국의 가수 투스타TV.

### 미상
- 대한민국의 가수 광석.
- 대한민국의 전 야구 선수 박윤.
- 대한민국의 가수 성한준.
- 대한민국의 배우 수피아.
- 대한민국의 성인 영화 배우 예다.
- 미국의 배우, 모델, 작가 사샤 그레이.
- 미국의 배우 조니 웨스턴.
- 대한민국의 배우 김도현.
- 대한민국의 양궁 선수 김희정.
- 대한민국의 가수 라용수.
- 대한민국의 배우 박지원.
- 대한민국의 축구 코치 박지현.
- 대한민국의 프리랜서 아나운서, 피트니스 모델 박지혜.
- 대한민국의 배우 이규현.
- 대한민국의 농구 선수 이수진.
- 대한민국의 배구 선수 이정준.
- 대한민국의 야구 선수 이종훈.
- 대한민국의 직장인 정호진.
- 대한민국의 배우 조성환.
- 대한민국의 가수, 드러머 박솔잎. (르 메리무스)
- 대한민국의 가수 최훈. (그린비)
- 대한민국의 배우 한해림.
- 베트남의 가수 민.
- 조 심프슨.

## 사망

게오르기 말렌코프

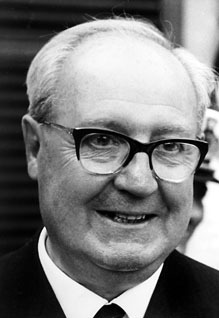
주세페 사라가트

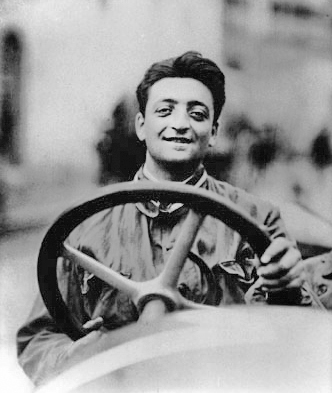
엔초 페라리

- 1월 13일 - 중화민국의 제6~7대 총통 장징궈. (1910년~)
- 1월 14일
  - 소련의 정치인 게오르기 말렌코프. (1902년~)
  - 니카라과의 혁명 게릴라, 정치인 노라 아스토르가. (1948년~)
- 4월 19일 - 대한민국의 독립운동가 권기옥. (1901년~)
- 5월 21일 - 이탈리아의 파시스트 정치인 디노 그란디. (1895년~)
- 6월 11일 - 이탈리아의 정치인 주세페 사라가트. (1898년~)
- 8월 1일 - 대한민국의 농촌운동가 김용기. (1909년~)
- 8월 12일 - 미국의 낙서화가 장미셸 바스키아. (1960년~)
- 8월 14일 - 이탈리아의 기업인, 페라리의 창업주 엔초 페라리. (1898년~)
- 8월 17일 - 파키스탄의 군인, 정치인, 대통령 무함마드 지아울하크. (1924년~)
- 10월 16일 - 대한민국의 탈주범 지강헌. (1954년~)
- 11월 4일 - 일본의 정치인, 총리 대신 미키 다케오. (1907년~)
- 11월 27일 - 미국의 사회주의 운동가 리처드 S. 프레이저. (1913년~)
- 11월 12일 - 대한민국의 정치 깡패 유지광. (1927년~)
- 11월 15일 - 대한민국의 작곡가 윤극영. (1903년~)

## 노벨상
- 경제학상: 모리스 알레
- 문학상: 나기브 마푸즈
- 물리학상: 리언 레더먼, 멜빈 슈워츠, 잭 스타인버거
- 생리학 및 의학상: 제임스 W. 블랙, 거트루드 B. 앨리언, 조지 H. 히칭스
- 평화상: 유엔 평화유지군
- 화학상: 요한 다이젠호퍼, 로베르트 후버, 하르트무트 미헬

## 달력
| 1월 |    |    |    |    |    |    |
| 일  | 월 | 화 | 수 | 목 | 금 | 토 |
|     |    |    |    |    | 1  | 2  |
| 3   | 4  | 5  | 6  | 7  | 8  | 9  |
| 10  | 11 | 12 | 13 | 14 | 15 | 16 |
| 17  | 18 | 19 | 20 | 21 | 22 | 23 |
| 24  | 25 | 26 | 27 | 28 | 29 | 30 |
| 31  |    |    |    |    |    |    |

| 2월 |    |    |    |    |    |    |
| 일  | 월 | 화 | 수 | 목 | 금 | 토 |
|     | 1  | 2  | 3  | 4  | 5  | 6  |
| 7   | 8  | 9  | 10 | 11 | 12 | 13 |
| 14  | 15 | 16 | 17 | 18 | 19 | 20 |
| 21  | 22 | 23 | 24 | 25 | 26 | 27 |
| 28  | 29 |    |    |    |    |    |

| 3월 |    |    |    |    |    |    |
| 일  | 월 | 화 | 수 | 목 | 금 | 토 |
|     |    | 1  | 2  | 3  | 4  | 5  |
| 6   | 7  | 8  | 9  | 10 | 11 | 12 |
| 13  | 14 | 15 | 16 | 17 | 18 | 19 |
| 20  | 21 | 22 | 23 | 24 | 25 | 26 |
| 27  | 28 | 29 | 30 | 31 |    |    |

| 4월 |    |    |    |    |    |    |
| 일  | 월 | 화 | 수 | 목 | 금 | 토 |
|     |    |    |    |    | 1  | 2  |
| 3   | 4  | 5  | 6  | 7  | 8  | 9  |
| 10  | 11 | 12 | 13 | 14 | 15 | 16 |
| 17  | 18 | 19 | 20 | 21 | 22 | 23 |
| 24  | 25 | 26 | 27 | 28 | 29 | 30 |

| 5월 |    |    |    |    |    |    |
| 일  | 월 | 화 | 수 | 목 | 금 | 토 |
| 1   | 2  | 3  | 4  | 5  | 6  | 7  |
| 8   | 9  | 10 | 11 | 12 | 13 | 14 |
| 15  | 16 | 17 | 18 | 19 | 20 | 21 |
| 22  | 23 | 24 | 25 | 26 | 27 | 28 |
| 29  | 30 | 31 |    |    |    |    |

| 6월 |    |    |    |    |    |    |
| 일  | 월 | 화 | 수 | 목 | 금 | 토 |
|     |    |    | 1  | 2  | 3  | 4  |
| 5   | 6  | 7  | 8  | 9  | 10 | 11 |
| 12  | 13 | 14 | 15 | 16 | 17 | 18 |
| 19  | 20 | 21 | 22 | 23 | 24 | 25 |
| 26  | 27 | 28 | 29 | 30 |    |    |

| 7월 |    |    |    |    |    |    |
| 일  | 월 | 화 | 수 | 목 | 금 | 토 |
|     |    |    |    |    | 1  | 2  |
| 3   | 4  | 5  | 6  | 7  | 8  | 9  |
| 10  | 11 | 12 | 13 | 14 | 15 | 16 |
| 17  | 18 | 19 | 20 | 21 | 22 | 23 |
| 24  | 25 | 26 | 27 | 28 | 29 | 30 |
| 31  |    |    |    |    |    |    |

| 8월 |    |    |    |    |    |    |
| 일  | 월 | 화 | 수 | 목 | 금 | 토 |
|     | 1  | 2  | 3  | 4  | 5  | 6  |
| 7   | 8  | 9  | 10 | 11 | 12 | 13 |
| 14  | 15 | 16 | 17 | 18 | 19 | 20 |
| 21  | 22 | 23 | 24 | 25 | 26 | 27 |
| 28  | 29 | 30 | 31 |    |    |    |

| 9월 |    |    |    |    |    |    |
| 일  | 월 | 화 | 수 | 목 | 금 | 토 |
|     |    |    |    | 1  | 2  | 3  |
| 4   | 5  | 6  | 7  | 8  | 9  | 10 |
| 11  | 12 | 13 | 14 | 15 | 16 | 17 |
| 18  | 19 | 20 | 21 | 22 | 23 | 24 |
| 25  | 26 | 27 | 28 | 29 | 30 |    |

| 10월 |    |    |    |    |    |    |
| 일   | 월 | 화 | 수 | 목 | 금 | 토 |
|      |    |    |    |    |    | 1  |
| 2    | 3  | 4  | 5  | 6  | 7  | 8  |
| 9    | 10 | 11 | 12 | 13 | 14 | 15 |
| 16   | 17 | 18 | 19 | 20 | 21 | 22 |
| 23   | 24 | 25 | 26 | 27 | 28 | 29 |
| 30   | 31 |    |    |    |    |    |

| 11월 |    |    |    |    |    |    |
| 일   | 월 | 화 | 수 | 목 | 금 | 토 |
|      |    | 1  | 2  | 3  | 4  | 5  |
| 6    | 7  | 8  | 9  | 10 | 11 | 12 |
| 13   | 14 | 15 | 16 | 17 | 18 | 19 |
| 20   | 21 | 22 | 23 | 24 | 25 | 26 |
| 27   | 28 | 29 | 30 |    |    |    |

| 12월 |    |    |    |    |    |    |
| 일   | 월 | 화 | 수 | 목 | 금 | 토 |
|      |    |    |    | 1  | 2  | 3  |
| 4    | 5  | 6  | 7  | 8  | 9  | 10 |
| 11   | 12 | 13 | 14 | 15 | 16 | 17 |
| 18   | 19 | 20 | 21 | 22 | 23 | 24 |
| 25   | 26 | 27 | 28 | 29 | 30 | 31 |

### 음양력 대조 일람
| 음력월 | 월건 | 대소 | 음력 1일의 양력 월일 | 음력 1일 간지 |
| ------ | ---- | ---- | -------------------- | ------------- |
| 1월    | 갑인 | 소   | 2월 18일             | 계묘          |
| 2월    | 을묘 | 소   | 3월 18일             | 임신          |
| 3월    | 병진 | 대   | 4월 16일             | 신축          |
| 4월    | 정사 | 소   | 5월 16일             | 신미          |
| 5월    | 무오 | 대   | 6월 14일             | 경자          |
| 6월    | 기미 | 소   | 7월 14일             | 경오          |
| 7월    | 경신 | 대   | 8월 12일             | 기해          |
| 8월    | 신유 | 대   | 9월 11일             | 기사          |
| 9월    | 임술 | 소   | 10월 11일            | 기해          |
| 10월   | 계해 | 대   | 11월 9일             | 무진          |
| 11월   | 갑자 | 대   | 12월 9일             | 무술          |
| 12월   | 을축 | 소   | 1989년 1월 8일       | 무진          |